# Station Montbéliard
Station Montbéliard is een spoorwegstation in de Franse stad Montbéliard.